# Nederlandse Antillen op de Olympische Zomerspelen 1976
De Nederlandse Antillen nam deel aan de Olympische Zomerspelen 1976 in Montréal, Canada. Het was de zesde deelname aan de Zomerspelen.
De vier debuterende olympiërs namen deel in de atletiek en judo.

## Deelnemers & Resultaten
(m) = mannen, (v) = vrouwen 
| Sport    | Olympiër (deelname)    | Discipline                        | Resultaat | Prestatie                                                        |
| -------- | ---------------------- | --------------------------------- | --------- | ---------------------------------------------------------------- |
| Atletiek | Siegfried Regales (1)  | 100m (m)                          | series    | 1R serie 6: 11,11 (8e)                                           |
| Atletiek | Raymond Heerenveen (1) | 400m (m)                          | series    | 1R serie 4: 47,44 (6e) 2R serie 4: 48,88 (8e)                    |
| Judo     | Willem Maduro (1)      | lichtzwaargewicht (tot 93 kg) (m) | 2e ronde  | 1R: bye 2R: verloor van Jeaki Cho (KOR), o-soto-gari, ipo (0.27) |
| Judo     | Jaime Felipa (1) *     | zwaargewicht (boven 93 kg) (m)    | 2e ronde  | 1R: bye 2R: verloor van Allan Coage (USA), tai-otoshi ipo (1.24) |

* Jaime Felipa trok zich terug voor de wedstrijd in de 1e ronde tegen Jorge Portelli (Arg) in de Openklasse.
Amerikaanse Maagdeneilanden · Andorra · Antigua en Barbuda · Argentinië · Australië · Bahama's · Barbados · België · Belize · Bermuda · Bolivia · Bondsrepubliek Duitsland · Brazilië · Bulgarije · Canada · Chili · Colombia · Costa Rica · Cuba · Denemarken · Dominicaanse Republiek · Duitse Democratische Republiek · Ecuador · Egypte · Fiji · Filipijnen · Finland · Frankrijk · Griekenland · Groot-Brittannië · Guatemala · Haïti · Honduras · Hongarije · Hongkong · Ierland · IJsland · India · Indonesië · Iran · Israël · Italië · Ivoorkust · Jamaica · Japan · Joegoslavië · Kaaimaneilanden · Kameroen · Koeweit · Libanon · Liechtenstein · Luxemburg · Maleisië · Marokko · Mexico · Monaco · Mongolië · Nederland · Nederlandse Antillen · Nepal · Nicaragua · Nieuw-Zeeland · Noord-Korea · Noorwegen · Oostenrijk · Pakistan · Panama · Papoea-Nieuw-Guinea · Paraguay · Peru · Polen · Portugal · Puerto Rico · Roemenië · San Marino · Saoedi-Arabië · Senegal · Singapore · Sovjet-Unie · Spanje · Suriname · Thailand · Trinidad en Tobago · Tsjecho-Slowakije · Tunesië · Turkije · Uruguay · Venezuela · Verenigde Staten · Zuid-Korea · Zweden · Zwitserland